# Flip chart

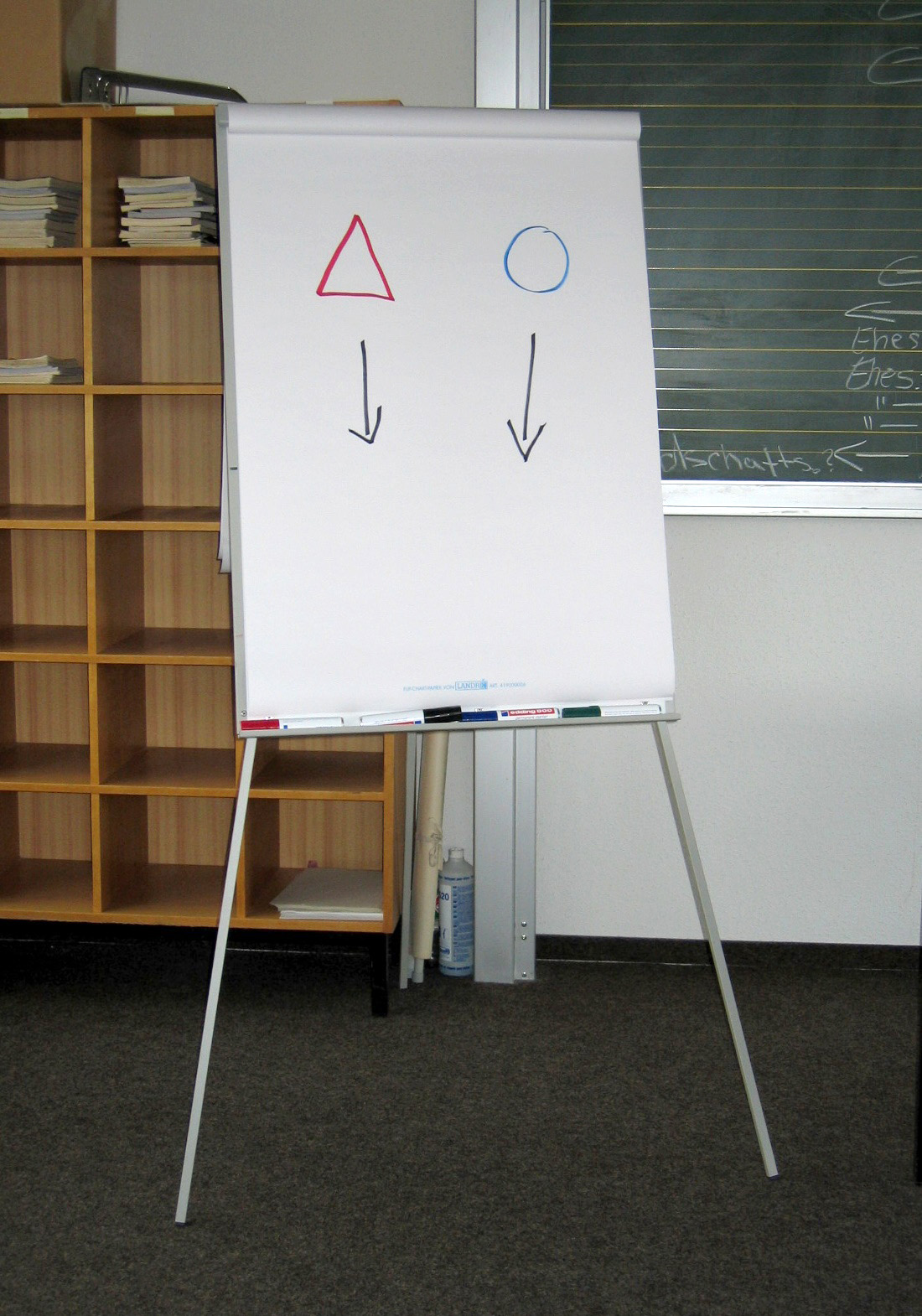
Một chiếc bảng flip chart (Còn gọi là Flipchart)

Bảng Flipchart, hay bảng xếp lộn là một thiết bị thường dùng trong văn phòng bao gồm một bảng kích thước A1 hoặc A0 được kẹp trên một tấm bảng trắng lắp trên chân đứng. Bảng Flipchart thường được sử dụng để trình bày trong hội thảo, họp nhóm.

## Flip chart (Flipchart)
Có nhiều kiểu dáng bảng flipchart thông dụng, nhưng cơ bản trong số đó có một số kiểu dáng như:
- Kiểu dáng 3 chân đứng chữ A: Bảng có 3 chân đứng có thể thu gập lại với bảng và giấy kẹp phía trên. Bạn hãy tưởng tượng một cuốn sách được đặt nghiên 1 góc 270 độ nghiêng.
- Kiểu dáng chân có bánh xe: Chân có bánh xe nhưng khung vẫn có thể gập lại để xếp gọn. Bảng có thể kéo lên cao hoặc hạ thấp nếu muốn. Có loại kích thước A0 để kẹp giấy khổ lớn. Đây là loại phổ biến nhất của bảng Flipchart

Giấy kẹp trên bảng có thể là viết tay với bút dạ hoặc biểu đồ vẽ hoặc in sẵn cho các cuộc họp. Một tờ có thể lật qua lại để trình bày một trang mới.
Một chiếc bảng flipchart là rất hiệu quả trong việc sử dụng cho các cuộc họp hoặc huấn luyện nhóm.
Bảng Flipchart được sử dụng trong nhiều ứng dụng khác nhau như:
- Trong một cuộc họp nhóm tại văn phòng, lớp học
- Để ghi lại các ý tưởng trong một buổi brainstorm
- Trong một lớp học và thảo luận nhóm
- Một bảng vẽ cho các họa sĩ
- Cho chiến lược huấn luyện đội thể thao
- Cho các buổi hội thảo, đào tạo

Hai khổ giấy thường sử dụng với Flipchart là A1 và A0, tương tự có hai loại kích thước bảng flipchart là 600 x 1000 (mm) (hoặc 700 x 1000 (m)) và 900 x 1200 (mm)

## Lịch sử
Được biết đến sớm nhất là sáng chế của một bảng từ vào Tháng 8, năm 1913. Bảng Flipchart đã được sử dụng từ những năm 1900, đầu tiên được sử dụng là một bảng Flipchart của John Henry Patterson (1844-1922), là giám đốc điều hành của NCR's họp với Câu lạc bộ 100 Point đứng cạnh một cặp bảng flipchart trên chân có bánh xe. Các bảng chúng tôi biết (trên một tấm bảng) được phát minh bởi Peter Kent trong những năm 1970. Peter Kent là người sáng lập và CEO của tập đoàn truyền thông Nobo và nó được tin rằng họ là những công ty đầu tiên để đưa các mảnh giấy trên bảng, chứ không phải là trên vật liệu khác.

## Kỹ thuật số
Từ những năm 1900 tới nay, các nhà khoa học đã phát triển một kỹ thuật số tự viết lật biểu đồ trên màn hình kỹ thuật số. Các nhóm thảo luận cho rằng đây là một bước tiến đáng kể nhưng khó tiếp cận toàn bộ các nhóm vì chi phí đầu tư cho các bảng flipchart kỹ thuật số còn lơn.